# Nuxia glomerulata
Nuxia glomerulata là một loài thực vật thuộc họ Stilbaceae. Đây là loài đặc hữu của Nam Phi. Chúng hiện đang bị đe dọa vì mất môi trường sống.